# 絶対者
絶対者（ぜったいしゃ、英語：Absolute、アブソリュート）とは、哲学用語の一つ。何者にも依存しないで自立的、自発的な存在を維持することが可能であり、制限や制約などといった事柄にも全く縛られない絶対的な者のことを言う。
古代より宇宙や善のイデアや神などが、人間を超越した絶対者とされてきた。